# Kanton Thiviers
Thiviers is een kanton van het Franse departement Dordogne. Het kanton maakt deel uit van de arrondissementen Nontron en Périgueux. Het telt 15.731 inwoners in 2018.

## Gemeenten
Het kanton Thiviers omvatte tot 2014 de volgende gemeenten:
- Corgnac-sur-l'Isle
- Eyzerac
- Lempzours
- Nantheuil
- Saint-Jean-de-Côle
- Saint-Martin-de-Fressengeas
- Saint-Pierre-de-Côle
- Saint-Romain-et-Saint-Clément
- Thiviers (hoofdplaats)
- Vaunac

Door de herindeling van de kantons bij decreet van 21 februari 2014, met uitwerking op 22 maart 2015 werd het kanton uitgebreid met 14 gemeenten.

 Op 1 januari 2016 werden de gemeenten Ligueux en Sorges samengevoegd tot de fusiegemeente (commune nouvelle) Sorges et Ligueux en Périgord.
Bijgevolg zijn hierna vermelde gemeenten aan de lijst toe te voegen : 
- Chalais
- La Coquille
- Firbeix
- Jumilhac-le-Grand
- Mialet
- Nanthiat
- Négrondes
- Saint-Front-d'Alemps
- Saint-Jory-de-Chalais
- Saint-Paul-la-Roche
- Saint-Pierre-de-Frugie
- Saint-Priest-les-Fougères
- Sorges et Ligueux en Périgord